# Wilfried Louis
Wilfried Louis (1949. október 25. – ) haiti válogatott labdarúgó.

## Pályafutása

### Klubcsapatban
A Don Bosco csapatában játszott. 

### A válogatottban
A haiti válogatott tagjaként részt vett az 1974-es világbajnokságon, ahol pályára lépett az Argentína elleni csoportmérkőzésen.